# 稲田又左衛門
稲田 又左衛門（稻田 又左衞門、いなだ またざえもん、1834年3月1日（天保5年1月21日）- 1910年（明治43年）3月3日）は、幕末の大村藩家老、明治期の政治家・銀行家。衆議院議員、長崎区長。諱・凞孚。通称・才八郎、東馬、又左衛門。

## 経歴
肥前国彼杵郡大村（現長崎県大村市）で、大村藩士の家に生まれ、19歳で同藩士・稲田中衛の養子となる。藩校五教館で学んだ。1854年（安政元年）中小姓に任じられた。以後、諸稽頭取、近習番頭、御用人、長崎御用懸、家老兼烈山隊参謀、吾往隊大隊長、大村藩権大参事などを歴任。藩主大村純熈を補佐した。
廃藩置県後、西彼杵郡大串村に転居した。第二中学大区取締、第十一大区区長、兼第十三大区区長を歴任。1878年（明治11年）10月、郡制実施に伴い西彼杵郡長に就任。1879年（明治12年）1月、長崎区長となり1880年（明治13年）8月まで在任。1884年（明治17年）8月、判事補に任官し長崎治安裁判所詰となり、1890年（明治23年）11月、裁判所構成法の施行により廃官となった。また玖島銀行頭取に就任した。
1890年（明治23年）7月、第1回衆議院議員総選挙（長崎県第1区、旧鶴）では次点で落選したが、1892年（明治25年）2月の第2回総選挙（長崎県第1区、中央交渉会）で当選し、その後、議員倶楽部に所属し衆議院議員に1期在任した。
1898年（明治31年）2月、家督を養子英二郎に譲り隠退した。1910年3月、病のため大串村で死去した。